# Cornelius Trimborn

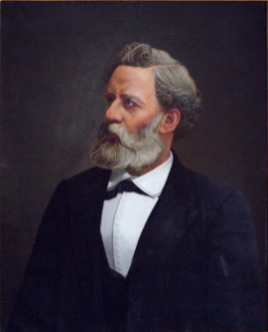
Cornelius Balduin Trimborn, 1875

Cornelius Balduin Trimborn (* 8. Januar 1824 in Bergheim; † 17. Februar 1889 in Köln) war Jurist und Mitglied des Deutschen Reichstags.

## Leben

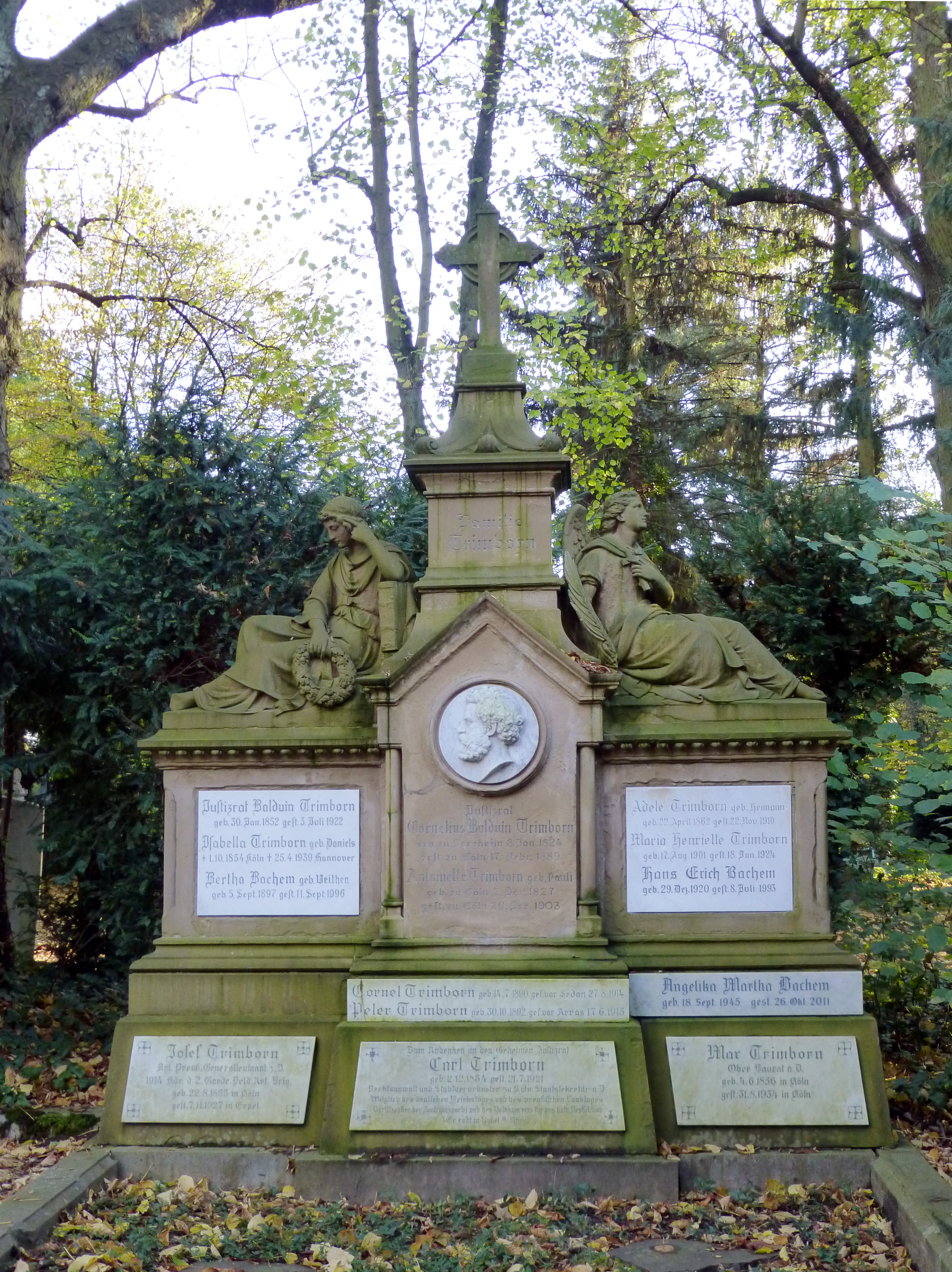
Grabstätte Familie Trimborn, Melaten-Friedhof Köln

Trimborn besuchte das katholische Gymnasium an Marzellen in Köln von 1837 bis 1845 und studierte Rechtswissenschaften der Universität Bonn von 1843 bis 1846. Während seines Studiums wurde er 1843 Mitglied der Burschenschaft Fridericia Bonn, 1844 war er Mitstifter der Burschenschaft Alemannia Bonn. 1846 wurde er Auskultator beim Landgericht Düsseldorf, 1848 Referendar daselbst und später in Köln. Ab 1851 war er Rechtsanwalt in Köln. 1872 beteiligte er sich an der Gründung der Kreis-Jülicher Zuckerfabrik in Ameln; der Gesellschaftsvertrag weist ihn als „Advokat-Anwalt und Gutsbesitzer in Königshoven“ aus.
Trimborn war Mitglied des Preußischen Abgeordnetenhauses für den 2. Wahlkreis des Bezirks Düsseldorf (Stadt Krefeld) mittels Nachwahl im Frühjahr 1880 bis zum Ende der Legislaturperiode 1882 und ab 1886. Für den gleichen Wahlkreis war er auch Mitglied des Deutschen Reichstags für die Deutsche Zentrumspartei. Beide Mandate endeten mit seinem Tode.
Cornelius Balduin Trimborn war verheiratet mit Maria Antoinette Clementine Trimborn geb. Pauli, mit der er 15 Kinder hatte, darunter waren der Politiker Karl Trimborn und der Oberbaurat Max Trimborn.
Die Grabstätte der Familie Trimborn befindet sich auf dem Kölner Melaten-Friedhof (MA zwischen Lit. V und Lit. W).
Im Kölner Stadtbezirk Altstadt-Süd soll die Balduinstraße nach ihm benannt sein. Seiner Frau Antoinette (1827–1903) ist die Antoniastraße in Köln-Kalk gewidmet.